# ولازجرد (تاکستان)
ولازجرد (اسفرورین)، روستایی از توابع بخش اسفرورین شهرستان تاکستان در استان قزوین ایران است. ولازجرد معرب شده ولازگرد است. از سال۱۳۹۵ اسم این روستا دوباره به ولازگرد تغییر نام داده شده است، زبان مردم این روستا ترکی آذربایجانیمی‌باشد
شغل اصلی مردم روستا کشاورزی و دامداری می‌باشد و اکثر زمین‌های روستا به باغ‌های انگور تبدیل شده‌اند و یک تپه باستانی در محدوده ولازجرد قرار دارد.
مرقد مطهر امام زاده سیدعلی موسوی شارینی در فاصله یک و نیم کیلومتری ولازجرد و مابین روستاهای ولازجرد و شارین قرار دارد و یک مکان زیارتی و سیاحتی می‌باشد و همه روزه به ویژه در روزهای تعطیل و اعیاد و مناسبت‌های دینی پذیرای میهمانان از سراسر کشور می‌باشد.

## ولازجرد در فرهنگ جغرافیایی ایران
ده جزء دهستان دشتابی بخش بوئین شهرستان قزوین. ۳۰ کیلومتری شمال باختر بوئین، ۲۱ کیلومتری راه عمومی. در جلگه، معتدل، سکنه ۳۰۸، شیعه، ترکی. قنات در بهار از رودخانه خررود غلات، چغندر قند، باغات. شغل زراعت، گلیم، جاجیم بافی. راه مالرو

## جمعیت
این روستا در بخش اسفرورین دهستان اک قرار دارد و براساس سرشماری مرکز آمار ایران در سال ۱۳۸۵، جمعیت آن ۱٬۲۷۲ نفر (۳۳۳خانوار) بوده است.

## زبان
زبان مردم این روستا ترکی آذربایجانی با گویش قزوینی است